# Josef Cebula

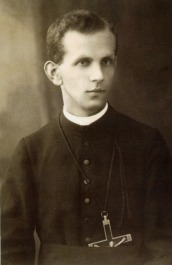
Josef Cebula

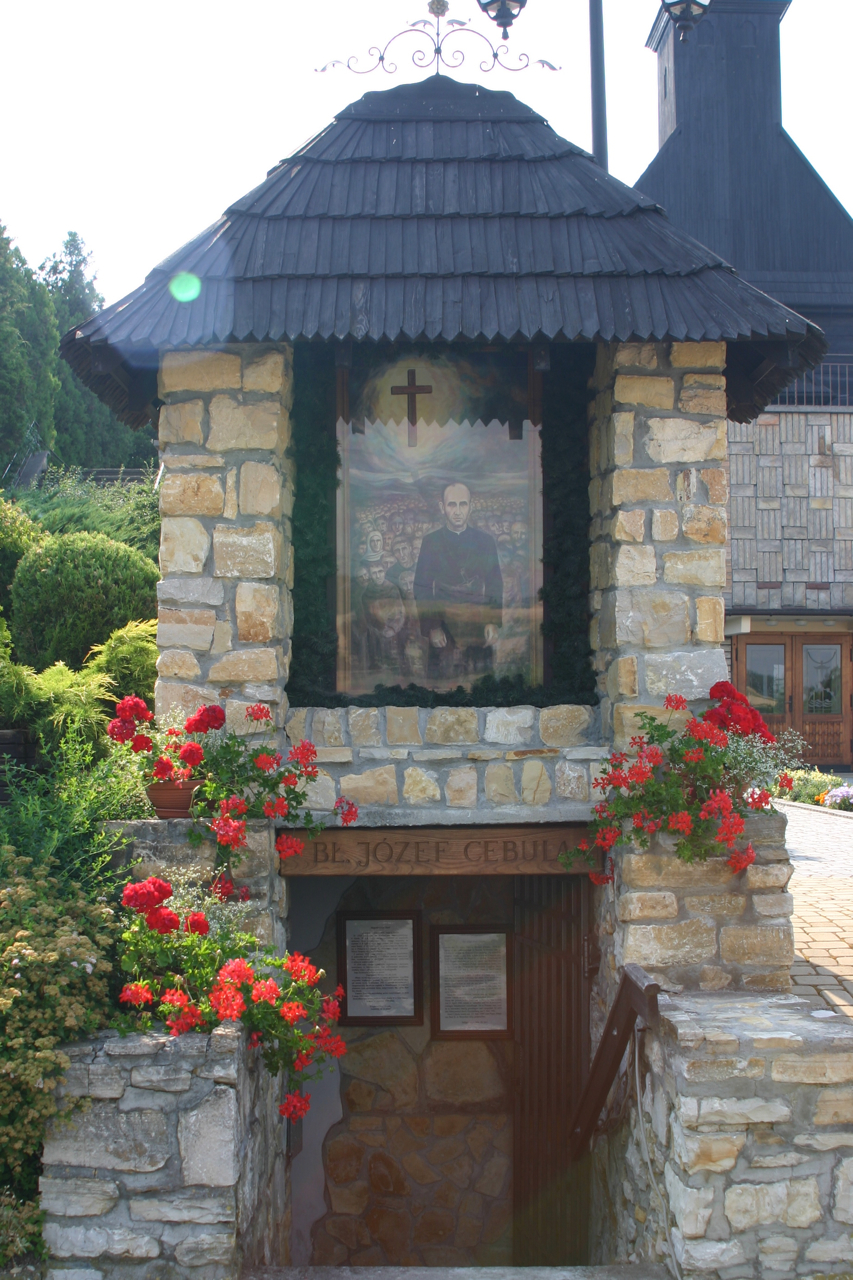
Eingang zur Josef-Cebula-Kapelle in Mallnie mit Bild des Seligen

Josef Cebula OMI (* 23. März 1902 in Mallnie bei Gogolin, Oberschlesien; † 28. April 1941 im KZ Mauthausen) war ein katholischer Priester und ein Oblate der Makellosen Jungfrau Maria. Cebula wurde 1999 seliggesprochen.

## Leben und Wirken
1918 besuchte Cebula das Lehrerseminar in Oppeln, erkrankte jedoch im selben Jahr an einer Rippenfellentzündung. Nach einer Wallfahrt zur Mutter Gottes in Deutsch Piekar im Jahr 1920 trat er in das Kloster der Oblaten der Makellosen Jungfrau Maria ein. Bereits kurz nach seiner Priesterweihe wurde er Superior des Juniorates in Lublinitz. Er sollte Provinzial werden, lehnte dies aber ab und war dann ab 1937 Novizenmeister seiner Gemeinschaft in Markowice (Markowitz) in Polen. Weil er seinen priesterlichen Dienst trotz des ausdrücklichen Verbotes nicht aufgab, wurde er schließlich von den Nationalsozialisten ins KZ Mauthausen gebracht, wo er umgebracht wurde.
Er wurde am 13. Juni 1999 von Papst Johannes Paul II. in Warschau zusammen mit 107 weiteren Märtyrern seliggesprochen. Als sein katholischer Gedenktag ist der 28. April im Römischen Martyrologium verzeichnet.

## Gedenken
Vor der Kirche in Mallnie wurde zum Gedenken an Josef Cebula eine unterirdische Kapelle errichtet. Neben Bildern von Cebula befinden sich dort auch aufbewahrte Votivgaben für den Geistlichen. Zudem gibt es eine Kopie des Bildes von Cebula aus dem Andachtsraum des KZ Mauthausen und einen Stein mit der Aufschrift Mauthausen.
Die katholische Kirche hat Pater Josef Cebula im Jahr 1999 als Glaubenszeugen in das deutsche Martyrologium des 20. Jahrhunderts aufgenommen.